# Antonio Díaz (ilusionista)
Antonio Díaz Cascajosa (Badía del Vallés, Barcelona; 9 de julio de 1986), conocido como El Mago Pop, es un ilusionista español. Es el primer ilusionista europeo en tener un programa de televisión unipersonal con emisión en 150 países a través de Discovery Channel. Entre 2016 y 2019 se convirtió en el artista más taquillero de España y en el ilusionista más taquillero de Europa, con más de 250 millones de euros recaudados. Asimismo, ha cosechado varios récords en Broadway desde su debut en 2023.

## Trayectoria
Antonio Díaz empezó a presentar sus espectáculos en teatros de toda España a los 17 años. Tras varios shows como Sueños, La Noche Abbozzi y La Asombrosa Historia de Mr. Snow, en 2013 creó La Gran Ilusión. Estrenado en el Teatre Borràs de Barcelona en diciembre de 2013, se trasladó al Teatre Coliseum, donde se convierte en el espectáculo más exitoso de Barcelona durante 12 semanas consecutivas.[cita requerida]
El 25 de marzo de 2014 se teletransportó a Nueva York durante el programa En el aire de Andreu Buenafuente, consiguiendo una gran repercusión nacional e internacional.

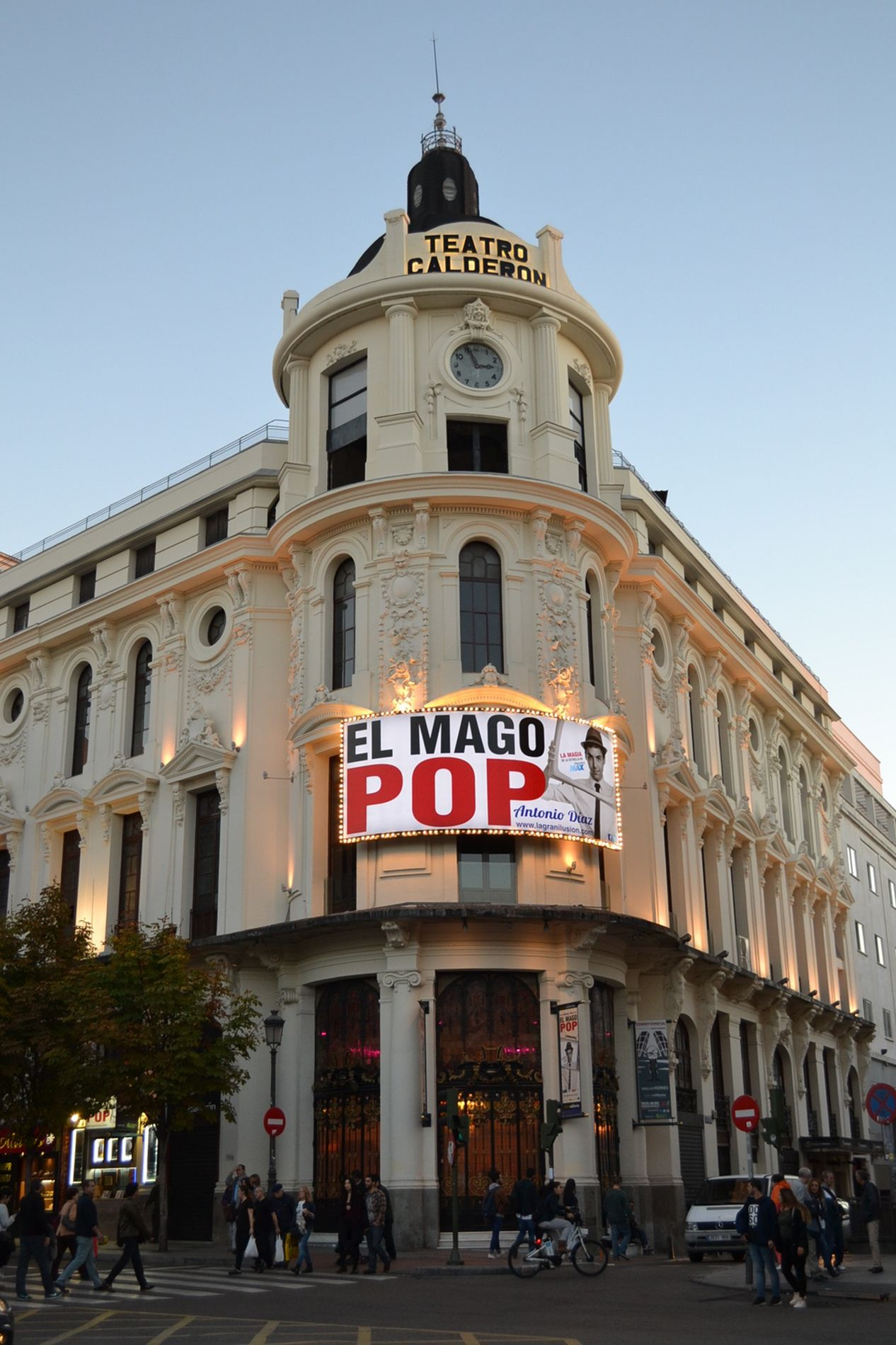
Espectáculo del Mago Pop anunciado en el Teatro Calderón de Madrid.

En septiembre de 2017 estrena Nada es Imposible en el Teatro Rialto de Madrid. Un año más tarde anunció que llevará a Broadway su nuevo espectáculo Nada es Imposible.

### Teatro Victoria
En marzo de 2019 anunció la compra del Teatre Victoria de Barcelona junto a la empresa "3 per tres" (Compuesta por Dagoll Dagom, Tricicle y Anexa) por una cantidad cercana a los 30 millones de euros.

### Encore Theater
En marzo de 2023 compró el Encore Theater de Branson, Misuri, pasando desde entonces a ser el Branson Magic Theater. En el mismo, desde el 17 de agosto de 2023 presentará su espectáculo, “Nada es imposible”.

## Televisión
En noviembre de 2013 se estrenó El Mago Pop en Discovery Max. En octubre de 2014 comienza a colaborar en Los Viernes al Show de Antena 3, donde realiza un show semanal.
También, a principios de 2016 se estrenó un especial televisivo en La Sexta que recibe el mismo título que su espectáculo, La Gran Ilusión.
Durante 2016 y 2017 continúa realizando programas para Discovery Channel, donde fue entrevistado por Don Francisco, uno de los presentadores más importantes de los Estados Unidos. En 2021 abandona Discovery Channel para incorporarse a Netflix.

## Récords
En octubre de 2019 su espectáculo Nada Es Imposible se convierte en el espectáculo con mayor preventa de la historia de España, superando a El Rey León de Madrid.
En 2017 y 2018 fue el artista que más entradas vendió en España y el ilusionista más taquillero de Europa.

## Controversias
Entre la comunidad de magos han existido, desde hace algunos años, las acusaciones de plagio hacia Antonio Díaz así como del uso de compinches y vídeos editados durante sus espectáculos.

## Reconocimientos
En 2024 fue nombrado Académico de Honor por la Academia de las Artes Escénicas de España, distinción que recibió el 12 de enero de 2025, en Valladolid. 